# Pikillaqta

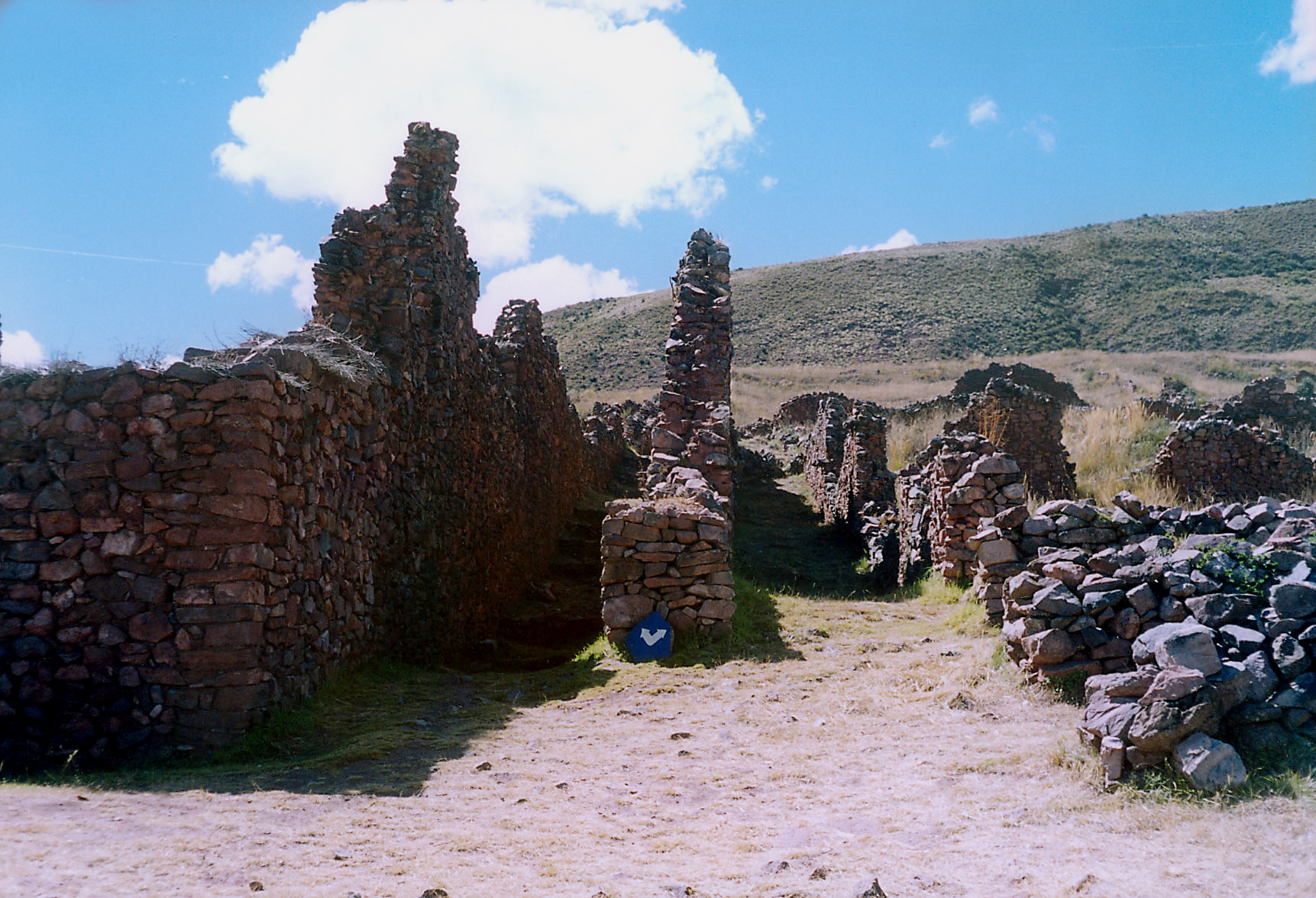
Vista de uma das ruas de Piquillacta.

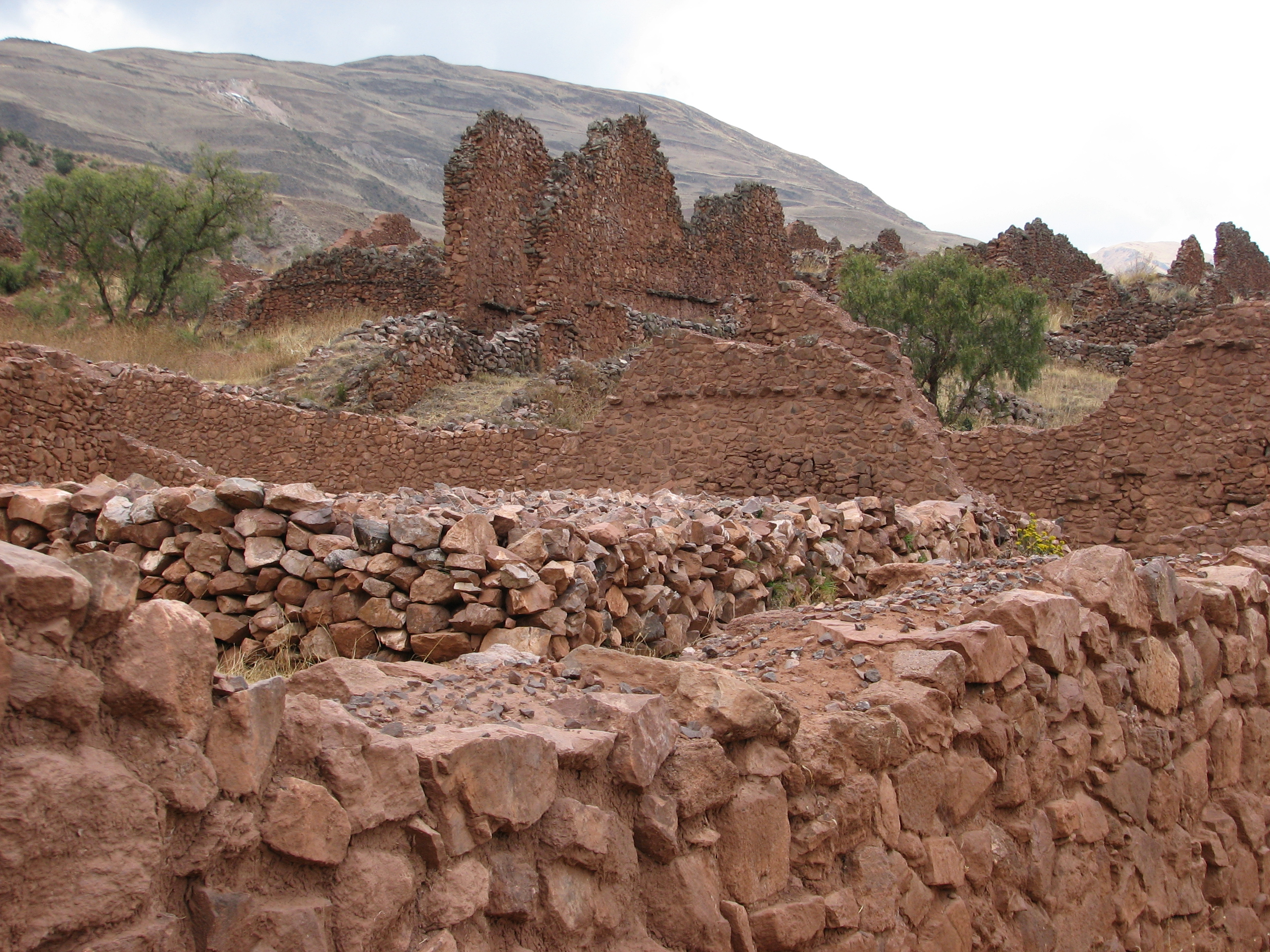
Vista de Piquillacta.

O complexo arqueológico de Piquillacta (em quíchua: Pikillaqta, "cidade das pulgas") é um sítio arqueológico do Peru, da era pré-hispânica. Está localizado no distrito de Lucre, província de Quispicanchi, departamento de Cusco, a cerca de 30 km a sudeste da cidade de Cusco e 3.250 metros acima do nível do mar, na bacia do rio Lucre e em um ambiente mesotérmico ao longo do rio Urubamba (Vilcanota). Abrange uma área de aproximadamente 50 hectares. 
Foi um dos mais importantes centros cultista-administrativos da cultura Wari (ou Huari), entre os séculos VI e IX da nossa época, e representa o planejamento urbano wari. Alguns especialistas sustentam que ele permaneceu ativo até a época dos incas, embora não tenham sido encontrados provas para corroborar essa presença.

## Etimologia
Piquillacta é uma antiga palavra quíchua composta: piki, nigua (espécie de pulga) e llaqta, cidade. Ou seja, "cidade das pulgas", mas, como no discurso quíchua piki, metaforicamente, se refere a algo minúsculo, poderia significar "cidade das pulgas" ou "cidade pequena".  

## Estudos arqueológicos
O primeiro a fazer um plano detalhado de Piquillacta foi Luis A. Pardo em 1937.  Em 1959, Emilio Harth-Terré fez um levantamento de superfície do local, que considerou de origem inca; sua função teria sido a de um imenso celeiro, como parte da engrenagem administrativa do império inca.  John Rowe foi o primeiro a apontar a origem wari da construção, com base em sua arquitetura semelhante à cidade wari de Ayacucho.  Estudos subsequentes, como os de William Sanders (1960) e Gordon F. McEwan (1980), não deixam dúvidas sobre isso, com evidências de ocupação humana densa nas instalações durante o período do Horizonte Médio.  A descoberta de figuras feitas em turquesa de 25 a 45 mm no inconfundível estilo Tiahuanaco-Wari, além de cerâmicas da mesma cultura, corroboram ainda mais a origem Wari de Piquillacta. 

## Cronologia
Piquillacta foi construída nas décadas finais do século VI e parou de funcionar por volta do século IX, isto é, durante o início do colapso do Império Wari. Sua ocupação foi intensa e ininterrupta por cerca de 150 anos.

## Arquitetura
Piquillacta nos da a impressão de que a cidade foi muito bem planejada urbanisticamente, de acordo com o conceito wari clássico, com um plano geométrico muito harmonioso e quase perfeito. As formas retangulares e quadradas dos edifícios, quadras e praças são básicas. As construções são de pedras brutas unidas com barro e cobertas com argamassa, dispostas em conjuntos separados por ruas retas e cercados por muros de até 12 m de altura, o que dava um aspecto de fortificação. No total, contém 700 edifícios, 200 praças e 508 armazéns ou colcas (outros consideram habitação), entre outros edifícios.
Principalmente, as paredes das casas são cobertas com gesso e algumas pintadas com motivos antropomórficos bem definidos; há também evidências de que muitos edifícios eram de dois e até três andares. Tudo isso dá a impressão de que seus habitantes estavam muito bem desenvolvidos em muitos aspectos. Estima-se que abrigasse uma população de dez mil pessoas.
Destaca um setor murado no lado noroeste, com 508 recintos circulares quase idênticos, cada uma com cerca de 4 m² e com apenas um acesso, que deveriam ser colcas (celeiros), embora outra hipótese (de MacEwan) sugira que fossem casas para guarnições militares ou trabalhadores temporários. 

## Centro administrativo Wari
Parece que a época de ouro de Piquillacta foi entre os anos 700 e 800, época em que ela teve uma atividade intensa, abrigando muitos artesãos e trabalhadores que mantiveram a cidade viva. A cidade era abastecida por um sistema de canais de água subterrâneos. 
Da mesma forma que o restante dos centros administrativos Wari espalhados em pontos-chave de seu império, a função de Piquillacta era dupla, ou seja, como centro cerimonial e ao mesmo tempo governamental, onde viviam governantes e sacerdotes, além de trabalhadores de várias especialidades que os serviam.
Piquillacta era provavelmente a fronteira sul da Cultura Wari nos Andes centrais do Peru, junto com Choquepuquio, localizado na mesma região. A sudeste e a menos de 2 km do centro de Piquillacta, encontra-se o aqueduto suspenso de Rumicolca, que também parece ser de origem Wari, mas que mais tarde, foi utilizada pelos Incas e revestido com pedras polidas. 
Piquillacta ergueu-se em um lugar muito estratégico pois poderia controlar três vales: ao sul, o vale médio alto do Vilcanota, a nordeste, o vale médio baixo do Vilcanota e a noroeste, o vale do Quispicanchis, os últimos dois territórios produtores de milho. 
Em Piquillacta, os produtos agrícolas eram armazenados para redistribuição, de acordo com um modelo possivelmente semelhante ao que mais tarde foi implementado no império inca. De fato, não é errado dizer que os incas adotaram modelos e estruturas do Wari, se levarmos em conta que a civilização andina era basicamente uma unidade, com pequenas mudanças ao longo de seus três milênios contínuos de desenvolvimento. 

## Abandono
Não há relatos ou nenhuma pista que indique quando, como e por que Piquillacta foi abandonada. Aparentemente não foi colonizada pelos Império Inca pois dentro de sua estrutura não há vestígios que indiquem influência inca nela, e se ocorreu, isso deve ter ocorrido durante o período inicial do império. Existem evidências de que alguns lugares da cidade foram incendiados logo após terem sido abandonadas entre 780 e 1030, fato que ocorreu em  outras localidades Wari na região de Cusco, o que poderia indicar que houve nesta época uma retirada dos Wari da região. 